# Селкридж, Барбара
Барбара Э. Селкридж (в замужестве — Эбби, англ. Barbara A. Selkridge (Abbey); род. 7 июня 1971) — антигуанская и американская легкоатлетка, выступавшая в беге на средние дистанции и барьерном беге. Участница летних Олимпийских игр 1988 года.

## Биография
Барбара Селкридж родилась 7 июня 1971 года.
Благодаря поддержке старшего брата, легкоатлета и опекуна семьи Орала Селкриджа окончила колледж в Техасе и стала заниматься спортом.
В 1988 году вошла в состав сборной Антигуа и Барбуды на летних Олимпийских играх в Сеуле. В 1/8 финала бега на 400 метров заняла последнее, 7-е место, показав результат 55,96 секунды и уступив 2,55 секунды попавшей в четвертьфинал с 5-го места Мерси Куттан-Мэтьюз из Индии.
6 августа 1988 года установила рекорд Антигуа и Барбуды в беге на 400 метров с барьерами — 1 минута 2,21 секунды, который по состоянию на 2021 год оставался действующим.
В 1990 году входила в состав сборной США по лёгкой атлетике среди девушек.

## Личный рекорд
- Бег на 400 метров с барьерами — 1.02,21 (6 августа 1988, Сиракьюс)

## Семья
Старший брат — Орал Селкридж (род. 1962), антигуанский легкоатлет. Участвовал в летних Олимпийских играх 1988 года.
Всего у Барбары Селкридж было четыре брата и сестры.